# Carnelian Bay
Carnelian Bay – jednostka osadnicza w Stanach Zjednoczonych, w stanie Kalifornia, w hrabstwie Placer.